# Asplenium auritum
Asplenium auritum är en svartbräkenväxtart som beskrevs av Olof Peter Swartz. Asplenium auritum ingår i släktet Asplenium och familjen Aspleniaceae. Inga underarter finns listade.